# Налитабари
Налитабари (бенг. নালিতাবাড়ি, англ. Nalitabari) — город на севере Бангладеш, административный центр одноимённого подокруга. Площадь города равна 15,87 км². По данным переписи 2001 года, в городе проживало 25 481 человек, из которых мужчины составляли 51,70 %, женщины — соответственно 48,30 %. Плотность населения равнялась 1606 чел. на 1 км². Уровень грамотности населения составлял 37,5 % (при среднем по Бангладеш показателе 43,1 %). 